# Mötzlich
Mötzlich ist ein Stadtteil im Stadtbezirk Nord von Halle (Saale) in Sachsen-Anhalt.

## Lage
Der dorfähnliche Stadtteil liegt im Nordosten der Stadt, zwischen dem Stadtteil Tornau und dem Stadtviertel Frohe Zukunft. Im Norden befindet sich die Autobahnabfahrt Halle-Tornau der Bundesautobahn 14. Das Dorf besitzt einen Haltepunkt der HAVAG-Buslinie Seeben-Tornau. Südlich von Mötzlich liegt der Goldberg. Im Nordwesten von Mötzlich befindet sich der Kleine Posthornteich, während der Große Posthornteich zum Stadtviertel Frohe Zukunft gehört.

## Geschichte
Mötzlich gehörte zum Amt Giebichenstein im Saalkreis des Erzstifts Magdeburg. 1680 kam der Ort mit dem Saalkreis zum Herzogtum Magdeburg unter brandenburg-preußischer Herrschaft. Mit dem Frieden von Tilsit wurde Mötzlich im Jahr 1807 dem Königreich Westphalen angegliedert und dem Distrikt Halle im Departement der Saale zugeordnet. Der Ort gehörte zum Kanton Neumarkt. Nach der Niederlage Napoleons und dem Ende des Königreichs Westphalen befreiten die verbündeten Gegner Napoleons Anfang Oktober 1813 den Saalkreis. Bei der politischen Neuordnung nach dem Wiener Kongress 1815 wurde der Ort im Jahr 1816 dem Regierungsbezirk Merseburg der preußischen Provinz Sachsen angeschlossen und dem Saalkreis zugeordnet.
1944/45 befand sich auf Gemeindegelände das KZ-Außenlager Birkhahn. Am 1. Juli 1950 wurde Mötzlich nach Halle (Saale) eingemeindet. Zu den bemerkenswerten Gebäuden in Mötzlich gehört die romanische/neoromanische Kirche St. Pankratius.

## Sehenswürdigkeiten
- Kirche St. Pankratius